# José Henrique Souto Esteves
José Henrique Souto Esteves, meglio noto come Henrique (Braga, 31 marzo 1980), è un ex calciatore portoghese, di ruolo attaccante.